# Ветхинь (Речицкий район)
Ветхинь (бел. Вятхінь) — деревня в Холмечском сельсовете Речицкого района Гомельской области Белоруссии.
На западе — гора Волчья (145,8 м над уровнем моря).

## География

### Расположение
В 27 км на юг от районного центра и железнодорожной станции Речица (на линии Гомель — Калинковичи), 77 км от Гомеля.

### Гидрография
Через деревню проходит мелиоративный канал.

## Транспортная сеть
Транспортные связи по просёлочной, затем автомобильной дороге Лоев — Речица. Планировка состоит из чуть искривлённой улицы, ориентированной с юго-запада на северо-восток, которая на западе раздваивается. К главной улице с юга и севера присоединяются короткие улицы. На севере и юге обособлено расположены короткие улицы. Застройка неплотная, деревянная, усадебного типа.

## История
По письменным источникам известна с XVIII века как селение в Речицком повете Минского воеводства Великого княжества Литовского. После 2-го раздела Речи Посполитой (1793 год) в составе Российской империи. Действовала церковь, которая в 1811 году была перенесена в деревню Холмеч. В 1862 году во владении графа Ракицкого. В 1879 году обозначена в Свиридовичском церковном приходе. Согласно переписи 1897 года действовали часовня, хлебозапасный магазин. В 1908 году в Холмечской волости Речицкого уезда Минской губернии.
С 8 декабря 1926 года До 30 декабря 1927 года центр Ветхиньского сельсовета Холмечского района Речицкого с 9 июня 1927 года Гомельского округов. В 1931 году организован колхоз. В 1939-40 годах в деревню переселились жители посёлков Зелёный Май (Дюрдев), Лесок (в настоящее время не существуют). Во время Великой Отечественной войны действовала подпольная группа (руководитель М. Л. Соломаха), которая в августе 1942 года была раскрыта, и её участники казнены. В ноябре 1943 года в боях за деревню погибли 34 советских солдата и партизана (похоронены в братской могиле на кладбище). Освобождена 14 ноября 1943 года. 106 жителей погибли на фронте. Согласно переписи 1959 года в составе колхоза «Красный флаг» (центр — деревня Артуки). Работали библиотека, клуб.
До 31 октября 2006 года в составе Артуковского сельсовета.

## Население

### Численность
- 2004 год — 88 хозяйств, 175 жителей.

### Динамика
- 1862 год — 37 дворов, 118 жителей мужского пола.
- 1897 год — 93 двора, 645 жителей (согласно переписи).
- 1908 год — 114 дворов, 780 жителей.
- 1930 год — 117 дворов, 672 жителя.
- 1959 год — 708 жителей (согласно переписи).
- 2004 год — 88 хозяйств, 175 жителей.

## Известные уроженцы
- Л. Ф. Пономаренко — белорусский художник.
- М. С. Силич — лауреат Государственной премии СССР.